# 第九次イゾンツォの戦い
第九次イゾンツォの戦い（Ninth Battle of the Isonzo）とは、第一次世界大戦中のイタリア戦線で、イタリアとオーストリアの間で発生した戦い。

## 戦闘
9度目の攻勢もまた、第八次と同じく第七次イゾンツォを継続する形で行われた。

## 結果
三度の短期攻勢はいずれも数日間の戦闘であったが、両軍が出した戦死者数は決して今までの攻勢と見劣りするものではなかった。イタリア側は75000人、オーストリア・ハンガリー側は63000人の戦傷者に苦しんだ。
戦いにおいてオーストリア・ハンガリー軍は常にアルプス山脈という天然の要塞線に大きな有利を得て、それらを山岳戦で奪わねばならないイタリア陸軍を苦しめた。一方でこうした果てしない山岳戦を経てゴリツィア占領に成功すると、ルイージ・カドルナ参謀総長は消耗戦の有効性を確信してその傾向を深めていった。消耗戦は人的資源に劣るオーストリア・ハンガリー軍の西部方面軍に少しずつ、しかし確実に後退を強いていった。苦戦が明らかになるにつれて、オーストリア・ハンガリー軍は再三にわたってドイツ軍に助けを求めたが、東部戦線と西部戦線を抱えるドイツにその余裕はなかった。
東部戦線でもロシア軍に大敗を喫し、イソンゾ川でも戦線崩壊の危機に陥ったオーストリア・ハンガリーが戦争からの離脱を匂わせると、漸くドイツ軍は重い腰を上げて援軍を派遣した。イタリアは長い冬の間に戦力を温存して10度目・11度目の攻勢で戦線を突破し始めるが、12度目の攻勢の時に参戦したドイツ軍によって大きな苦難を強いられる事になる。

## 他の戦闘
- 第一次イゾンツォの戦い - 1915年6月23日 - 7月7日
- 第二次イゾンツォの戦い - 1915年7月18日 - 8月3日
- 第三次イゾンツォの戦い - 1915年10月18日 - 11月3日
- 第四次イゾンツォの戦い - 1915年11月10日 - 12月2日
- 第五次イゾンツォの戦い - 1916年3月9日 - 3月17日
- 第六次イゾンツォの戦い - 1916年8月6日 - 8月17日
- 第七次イゾンツォの戦い - 1916年9月14日 - 9月17日
- 第八次イゾンツォの戦い - 1916年10月10日 - 10月12日
- 第十次イゾンツォの戦い - 1917年3月12日 - 6月8日
- 第十一次イゾンツォの戦い - 1917年8月19日 - 9月12日
- カポレットの戦い - 1917年10月24日 - 11月9日（第一二次イゾンツォの戦いとも言う）